# Liparis hensoaensis
Liparis hensoaensis là một loài thực vật có hoa trong họ Lan. Loài này được Kudô mô tả khoa học đầu tiên năm 1930.